# جوليان بيك
جوليان بيك (بالإنجليزية: Julian Beck)‏ (و. 1925 – 1985 م) هو ممثل، وشاعر، ورسام، وكاتِب، وكاتب مسرحي، من الولايات المتحدة الأمريكية، ولد في مدينة نيويورك، توفي في مدينة نيويورك، عن عمر يناهز 60 عاماً بسبب سرطان المعدة.

## جوائز
حصل على جوائز منها:
- زمالة غوغنهايم.

## وصلات خارجية
- جوليان بيك على موقع IMDb (الإنجليزية)
- جوليان بيك على موقع الموسوعة البريطانية (الإنجليزية)
- جوليان بيك على موقع ميوزك برينز (الإنجليزية)
- جوليان بيك على موقع أول موفي (الإنجليزية)
- جوليان بيك على موقع قاعدة بيانات الأفلام السويدية (السويدية)
- جوليان بيك على موقع إن إن دي بي (الإنجليزية)
- جوليان بيك على موقع قاعدة بيانات الفيلم (الإنجليزية)